# غاسبار شوت
غاسبار شوت (بالألمانية: Caspar Schott)‏ (و. 1608 – 1666 م) هو رياضياتي، وفيزيائي، وكاتب من ألمانيا . ولد في فورتسبورغ .
توفي في فورتسبورغ ، عن عمر يناهز 58 عاماً.

## التعليم
تعلم في جامعة باليرمو